# Anna Cavazzini
Anna Cavazzini (ur. 12 grudnia 1982 w Schlüchtern) – niemiecka polityk, deputowana do Parlamentu Europejskiego IX i X kadencji.

## Życiorys
Kształciła się na Technische Universität Chemnitz. W trakcie studiów dołączyła do Grüne Jugend, organizacji młodzieżowej Zielonych. Była członkinią zarządu krajowego i federalnego tej organizacji. Pracowała jako referentka w Auswärtiges Amt, pełniła też funkcję asystentki eurodeputowanej Ski Keller. Później zatrudniona w Brot für die Welt, organizacji charytatywnej prowadzonej przez niemieckie kościoły protestanckie. W strukturze Zielonych w 2011 objęła stanowisko rzeczniczki federalnej grupy roboczej BAG Europa.
W wyborach w 2019 z listy swojej partii uzyskała mandat eurodeputowanej IX kadencji. Z powodzeniem ubiegała się o poselską reelekcję w 2024.